# Heraclia ugandana
Heraclia ugandana là một loài bướm đêm trong họ Noctuidae.